# Comité flamand de France
Het Comité flamand de France (Frans voor Vlaams Komitee van Frankrijk of Vlaams Genootschap van Frankrijk) is een Franse vereniging die zich als wetenschappelijk genootschap richt op de studie, het behoud en de verspreiding van de Vlaamse cultuur in Frans-Vlaanderen, met speciale aandacht voor taal, literatuur en geschiedenis. Op 10 april 1853 vond te Duinkerke de oprichting plaats van het comité, onder leiding van Edmond de Coussemaker. Sindsdien is het actief gebleven, waardoor het nu is een van de oudste wetenschappelijke genootschappen in Frankrijk.
In Hazebroek beschikt het comité over een gespecialiseerde bibliotheek waar al hun publicaties en regionale werken worden bewaard. Daarnaast beheert het ook de collecties van het Museum Jeanne Devos in Wormhout.